# Sint-Martinuskerk (Herk-de-Stad)

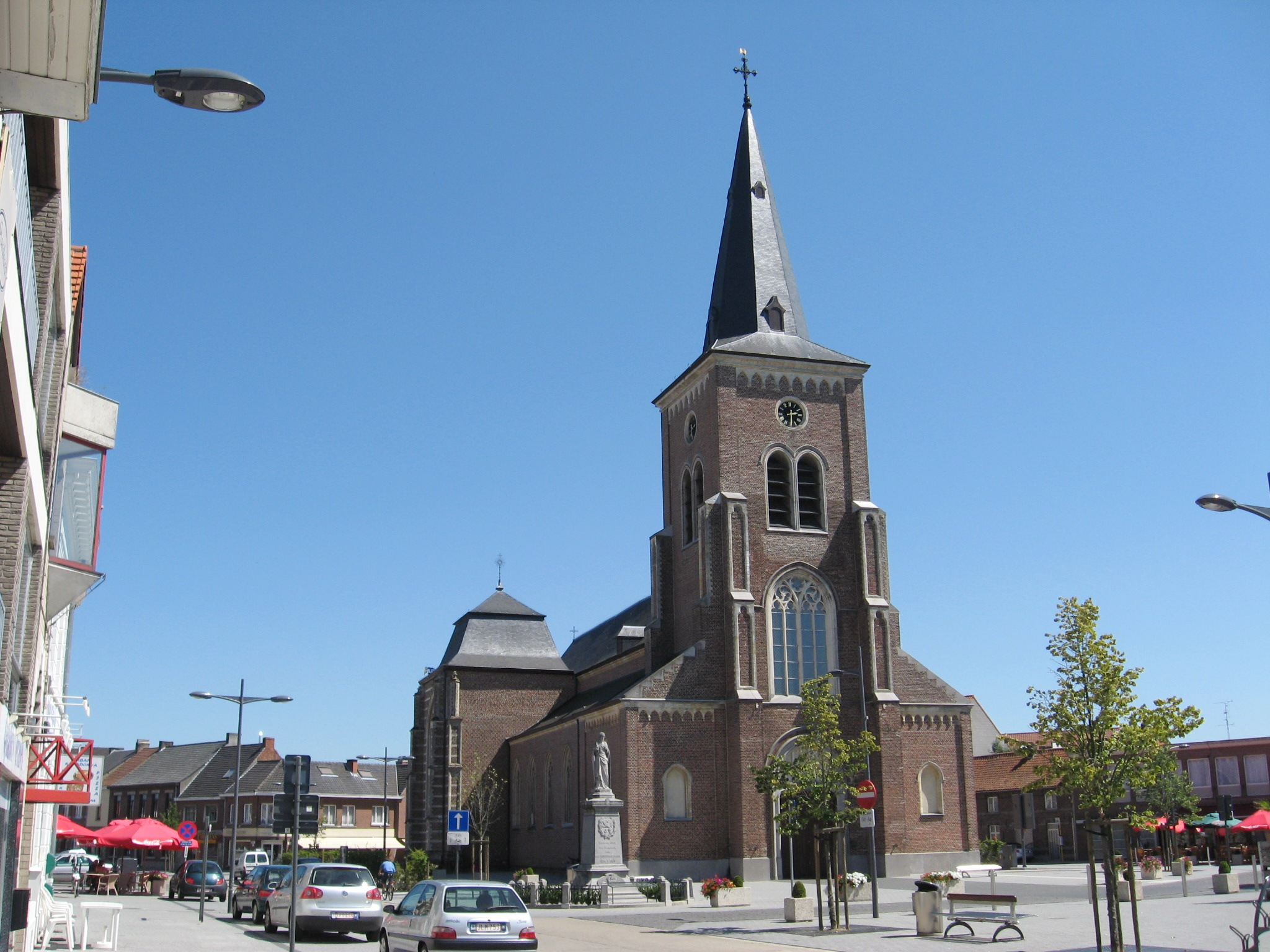
Sint-Martinuskerk

De Sint-Martinuskerk is de parochiekerk van Herk-de-Stad, gelegen aan de Markt.

## Geschiedenis
De parochie werd voor het eerst schriftelijk vermeld in 1157, toen paus Adrianus IV het tiendrecht overdroeg aan het Onze-Lieve-Vrouwekapittel te Maastricht. In 1366 werd de kerk door brand verwoest. In 1467 kwam, naast het tiendrecht, ook het patronaatsrecht aan het Onze-Lieve-Vrouwekapittel.
De oudste delen van de huidige kerk dateren vermoedelijk uit de 16e eeuw, waarbij het koor het oudst is, en de noordelijke transeptarm iets jonger. In 1679 brak er brand uit. Na herstel werden in 1769-1770 de zijbeuken afgebroken en in classicistische stijl herbouwd. Van 1846-1852 werden de romaanse middenbeuk, de gotische toren en de zijbeuken afgebroken. Toren en schip werden heropgericht in neogotische stijl. Ook de zuidelijke transeptarm werd afgebroken en herbouwd. De noordkapel en noordelijke transeptarm bleven behouden.
De kerk werd nog in 1940 zwaar beschadigd door oorlogshandelingen, en tijdens de Tweede Wereldoorlog herbouwd. Het gebouw werd in 1983 beschermd als monument, en gerestaureerd in 1993-1994.

## Gebouw
De huidige kerk is een driebeukige kruiskerk met ingebouwde westtoren, welke gedekt wordt door een ingesnoerde naaldspits. Het gotische gedeelte is in baksteen, afgewerkt met ijzerzandsteen en deels met mergelsteen, het neogotische deel is eveneens in baksteen, maar afgewerkt met arduin. Merkwaardig is dat de noordelijke transeptarm door een mansardedak wordt gedekt.

## Interieur
De noordelijke transeptarm wordt overwelfd door een tongewelf met rocaillestucwerk. Tot het kerkmeubilair behoort een ecco homo in gepolychromeerd eikenhout uit de 2e helft van de 15e eeuw. Dit beeld werd bezocht door bedevaartgangers. In de noordoostkapel bevindt zich een barok marmeren altaar, in de zuidelijke transeptarm vindt men een barok Maria-altaar van gepolychromeerd hout uit de 17e eeuw. De twee eiken biechtstoelen in Lodewijk XV-stijl zijn uit 1767 en vervaardigd door Nicolaï.
Aan de buitenzijde, tegen het koor, staat een grafsteen van 1745.